# リゼ県
リゼ県（リゼけん、トルコ語: Rize ili）は、トルコ、黒海地方の県。黒海海岸に位置している。県都はリゼ。北部は黒海に面し、東から時計回りにアルトヴィン、エルズルム、バイブルト、トラブゾンに接している。
もともとこの名称はギリシャ語のριζα(riza)から来ており、その意味は山の傾斜という意味である。

## 自治体
リゼ県には12の自治体がある。
- リゼ（Rize）
- アルデシェン（Ardeşen）
- チャムルヘムシン（Çamlıhemşin）
- チャイェリ（Çayeli）
- デレパザル（Derepazarı）
- フンドゥクル（Fındıklı）
- ギュネイス（Güneysu）
- ヘムシン（Hemşin）
- イキズデレ（İkizdere）
- イイデレ（İyidere）
- カルカンデレ（Kalkandere）
- パザール（Pazar）

## 地理
リゼは黒海地方に沿って延びる山脈の北部に位置している。海に近く、夏は涼しく（7月の平均気温=22℃）、冬は温かい（1月の平均気温=7℃）。年を通して降水量は多く、雨量の多いこの地域はトルコ最大の茶の生産地となっている。また、最近はキウイフルーツも栽培されている。
この県は一般的に田舎の風景であり、山地や谷間、高地の牧地などが観光客をひきつけている。Çamlıhemşin村は特に休暇の長旅に有名である。山の人里はなれた地域には道がなく、ケーブルカーが人や物品の輸送に使われている。
新設された黒海海岸道路はリゼへのアクセスを容易にし、2000年代早期には県外から田舎町への観光客が増加している。この観光客は田舎の伝統的な生活と手の付けられていない自然が関心を呼んでいる。一方、この道路は海岸線の野生動物を危機的な状況に追い込んでいるとも言われる。現県知事はこの道路の拡大に反対しており、養蜂、マスの養殖、有機栽培の茶の生産を推進している。
原生植物にはセイヨウバクチノキがある。この植物は食用の小さな黒いプラムの実をつけ、これは食すると口の中にステインが残り、黒くなる。ビルベリーも積極的に栽培されている。また、茶はこの地の原生ではないが、この地では非常に良く育つ。
リゼの一部にかかる東黒海山脈は古生代に形成され、渓谷は白亜紀からの浸食によって形成されたと考えられる。

## 歴史

### 古代
この県に関しての古代の情報は少ない。密度の高い森に覆われ、発掘や発見が進んでいない。
最初期の記録としてはクルク人、クルハ人というアジアの民族が住んでおり、これらの後にこの地域を支配したウラルトゥ王サルドゥリ2世が建てた碑にその名前が見られる。
この後、コーカサスからサカのスキタイ人に追い落とされて逃げてきたキンメリアの氏族が移住し、Çoruh川付近に住み着いた。キンメリア人はアナトリアに広まり、いまでもリゼの村の幾つかの場所は彼らにちなんでKemerと呼ばれている。この後、サカの民族が東部ヨーロッパに広まり、紀元前680年には最後に残っていたグルジアのキンメリアを壊滅させた。しかし、そのサカもメディア王国の攻撃を受け、サカ王マドヴァは626年に殺害された。この後、この地域はトルコ人とグルジア人に占領された。

### 中世
プリニウスによると、紀元前670年から古代ギリシャは黒海沿岸にコミュニティーを確立し交易を行っており、これらの一つにリゼが見られる。ペルシャ軍がアレクサンドロス3世（大王）に敗れるまでこの地はペルシャ帝国から攻撃され、被害を受けることが多かった。アレキサンダー大王の死とともにアナトリアにはビテュニア、カッパドキアのような多くの王国が生まれ、黒海の東端であるこの地の近郊にはポントスができ、リゼもファルナケス1世の手によってポントスに併合された。
10年から395年からはローマ帝国に支配された。さらに、ビザンチン帝国(東ローマ帝国)が続き、プリニウスやアッリアノスはこの地域のラズ人について記録している。
しかしながら、リゼは遅くとも626年には東のペルシャからHemşin近郊にスキタイ人が移住しはじめている。ペルシャがグルジア王国を破り、さらにマラズギルトの戦いでビザンチン帝国を破った11世紀には多くのトゥルクがこの地に住み始め、Çoruh川の地域はアナトリアのトルコ人の王国に組み入れられた。
キプチャク系トゥルクも含む多くのトルコ人がこの地の沿岸部に植民したが、1098年にビザンチン帝国に再度飲み込まれる。この後1024年にはコンスタンティノープル包囲が行われた。この後さらにこの地はビザンチン帝国の亡命政権であるトレビゾンド帝国の一部になった。
しかし、ビザンチンに戻った時代もこの地域はトルコ人の移住地であり続け、植民者の共同体も続いた。

### トルコ時代
この地域がセルジューク朝の庇護の下にある時代、アナトリアの多くのトゥルク系の氏族がこの地に移住したが、その忠誠は低く、この地では多くの反逆と暴動が起こっている。これらはトレビゾンド帝国がオスマン帝国に朝貢し、1461年に滅ぼされるまで続き、1470年、リゼはローマ帝国から連綿と続く帝国の最後の県として陥落した。
第一次世界大戦ではカフカース戦線の戦場となり、1916年から1918年にかけてはロシア帝国に占領された。これは1918年のブレスト＝リトフスク条約で返還された。
1924年からはリゼはトルコ共和国の県になった。現在はこの地域からは徐々にローマ、ギリシャ風の地名の名残が消えていっている（Pilihozが現在はDumankaya, Mapavriが現在はÇayeliにそれぞれ変わった）。しかしながらポントス時代からの古い地名は今も変わらず使われている。県名もその一つである。
1940年代に入り茶の生産が始まるまではこの地域は鉄のカーテンの向こうにソビエトが見えるだけの辺境の貧窮地域であり、多くの世代がイスタンブールや外国に出稼ぎをしていた。
リゼの町は迫った山地と海岸の間の狭い平地の町である。この地域は町によって、人々の生活習慣が様々であり、辺鄙な村では雨の激しい高い山の傾斜地に木造建築が立ち並んでいる。リゼ茶の生産地としても知られるようになった。

## 文化

### 料理
この地域の伝統的な料理法はとてもコクがあり、アンチョビがスープ、サラダ、ピラフ、デザートなど多くの料理に使われている。郷土料理にはhamsi buğulama（イワシの重ね蒸し煮）、hamsi stew（煮込みシチュー）、kamsi köfte（イワシのつみれ）などが揚げられる。Lahana çorbası (キャベツスープ), muhlama (チーズ、とうもろこし粉、バターから作られる)や、pides (様々な味のピタパン)も郷土料理として挙げられる。

### フォークダンス
ケメンチェの伴奏でホロンと呼ばれるダンスが披露されている。また、ツルムやカバルによる伴奏も多い。このダンスの際は伝統の衣装を着ている。男性はシャツ、ベスト、ジャケット、ジプカ（膝丈のフェルトのズボン）、黒い靴を履いて踊る。ジャケットには銀の刺繍があり、これはhemayilsと呼ばれる宗教的なお守りで人々を邪悪から守るとされている。女性の踊り子はカラフルな衣装と自身が様々なモチーフを描いたスカーフを身にまとって踊る。

## 工芸品
リゼは様々の伝統的な工芸品と記念品を製作している。 枝編み細工のかご、銅細工、ソックス、肩掛け鞄、ツゲでできたスプーンなどが有名である。